# Ланг Шон (покрајина)
Ланг Сон (виј. Lạng Sơn) је једна од 58 покрајина Вијетнама. Налази се у региону Североисток (Вијетнам). Заузима површину од 8.331,2 km². Према попису становништва из 2009. у покрајини је живело 732.515 становника. Главни град је Ланг Шон.